# William Bridges Adams
Pour les articles homonymes, voir Adams.
William Bridges Adams (1797 - 23 juillet 1872) était un auteur, inventeur et mécanicien britannique.

## Biographie
Il invente de nombreuses locomotives et breveta de nouveaux procédés mécaniques. Il possède également sa propre entreprise de construction ferroviaire.
Il est également journaliste et eut comme épouse Sarah Flower Adams.
Il est l'auteur d'articles et ouvrages sous le pseudonyme de Junius Redivivus.

## Publications

### Ouvrage signé Junius Redivivus
- (en) A moral and political sketch of the Unites States of North America, Effingham Wilson, Londres, 1833 (intégral)

### Ouvrages signés William Bridges Adams
- (en) English pleasure carriages : their origin, history, varieties, materials, construction, defects, improvements, and capabilities: with an analysis of the construction of common roads and railroads, and the public vehicles used on them; together with descriptions of new inventions., Charles Knight & Co, Londres, 1837 (intégral)
- (en) English pleasure carriages : With an analysis of the construction of the common roads and railroads, and the public vehicles used on them, Charles Knight & Co, Londres, 1837 (intégral)
- (en) Road progress : amalgamation of railways and highways for agricultural improvement, and steam farming in Great Britain and the colonies, also practical economy in fixed plant and rolling stock for passenger and goods trains, George Luxford, Londres, 1850, 76 p. (intégral)
- (en) The construction and duration of the permanent way of railways in Europe, and the modifications most suitable to Egypt, India, &c. - Excerpt minutes of proceedings of the Institution of civil engineers vol. XI. Session 1851-52, William Clowes and sons, 1854, 57 p. (intégral)
- (en) Roads and rails and their sequences, physical and moral, Chapman and Hall, 1862, 372 p.